# 惠州文化艺术中心
惠州文化艺术中心（又称惠州市保利文化艺术中心）是一间位于中国广东省惠州市的文化场馆，于2009年12月8日挂牌成立。现时的场馆位于江北云山西路4号，总建筑面积为40,224平方（432,970平方英尺），于2009年9月27日开业。

## 沿革
2005年8月22日，惠州市政府常务会议通过了惠州文化艺术中心及惠州博物馆新馆的建设方案。2006年1月4日，惠州市规划建设局发布招标公告，征集惠州文化艺术中心及惠州博物馆新馆、惠州科技馆（下称“二馆一中心”）的设计方案。3月13日，惠州市“二馆一中心”建设指挥部开始在惠州市行政中心展示选定的5组“二馆一中心”设计方案模型，同时开放公众投票决定最终设计方案。8月28日，文化艺术中心随博物馆新馆、科技馆一同动工建设。2007年9月27日，该中心主体结构封顶。
2008年12月16日，惠州市国有文化资产监督管理办公室与北京保利剧院管理有限公司签订惠州文化艺术中心经营管理框架协议书。2009年3月，双方正式订立有效期6年的第一轮合同，由后者全面负责文化艺术中心启用后的经营工作。8月17日，惠州文化艺术中心正式开始销售演出门票，标志着该中心正式进入经营管理阶段。9月15日，该中心举办开业试演，由惠州市歌舞剧团表演；27日，中国共产党惠州市委员会书记黄业斌于惠州文化艺术中心落成暨科技馆博物馆开馆庆典仪式宣布惠州文化艺术中心正式启用。该中心启用后的首场演出为“惠州文化艺术中心开业首演暨庆祝新中国成立60周年音乐会”，由中国爱乐乐团于启用日晚间在歌剧院表演，有关部门组织了该中心的施工人员代表观看首演，亦安排惠州广播电视台公共时尚频道全程转播该场演出。
2009年12月8日，惠州市文化艺术中心正式挂牌成立，负责文化艺术中心的行政、演出管理及年度考核工作。2010年6月28日，惠州市文化馆迁入该中心附楼，惠州市国有文化资产经营管理有限公司于该中心挂牌成立，惠州市爵士少年芭蕾舞团亦进驻该中心。2011年7月9日，设于该中心19号门附近的“19号艺术·家”在该中心揭牌成立，为惠州文艺界人士交流平台。2013年，该中心启动了“文化艺术社区”项目，有6个屋苑成为该项目的试点单位。2015年12月11日，惠州市国有文化资产监督管理办公室再与北京保利剧院管理有限公司订立第二轮《惠州文化艺术中心经营管理委托合同》，有效期仍为6年；双方约定保利剧院会在第二轮合同生效期间增加自营演出数量及降低年平均票价。
2020年1月24日起，惠州文化艺术中心与其余市直文化、体育、宗教场所一同暂停开放，以配合2019冠状病毒病疫情防疫工作。7月15日，文化艺术中心开始实施有限度开放措施，观众需凭“粤康码”入场观赏演出，并进行身份查验及体温测量，及保持社交距离；无演出期间，计划在售票处取票的民众需提早致电该中心进行预约。

## 设施
现时，惠州文化艺术中心共设有3个演出区域，分别为歌剧院、多功能厅及音乐厅，以适应不同类型的演出需求。

### 歌剧院
歌剧院为惠州文化艺术中心的主要组成部分，为现代化综合甲等剧院，主要用于歌剧、舞剧、交响音乐会及大型文艺演出的表演，设1359个观众座位。歌剧院舞台分为主舞台、左右对称侧舞台及后舞台，呈“品”字型结构。其中，主舞台为全机械化升降舞台，配置了9个升降点；左右对称侧舞台及后舞台则采用活动舞台设计，可根据演出内容需要随时平移至舞台中央。歌剧院舞台上方共安装了逾50道吊杆，即一个舞台可同时布置逾50个背景，从而满足大型歌舞剧、芭蕾舞剧、交响乐等多种类型的大型综合演出的需求。
配套设施上，歌剧院设置了可供200名演员同时使用的化妆间，并针对芭蕾舞、歌剧、合唱等表演类型配备了专门的排练场地。同时，歌剧院亦设置了室外景观休闲区及配有250个停车位的停车场。此外，歌剧院购置了两架世界顶级钢琴，并设24小时恒温恒湿琴房用于存放、保护之。

### 多功能厅
多功能厅为惠州文化艺术中心的组成部分，主要用于小型会议、演出及展示活动，设519个观众座位，其中部分座椅可调整方向。多功能厅共设置3块升降舞台，可根据实际需要组合成会议大厅、小型剧场、凸型舞台、T型舞台及中心舞台等5种模式。此外，该厅还设置了座椅车台及活动排椅，以满足不同使用需求。
多功能厅舞台共设有26道景灯两用吊杆及两台音响双点吊机，另配备了舞台设备控制系统，以使演出组织者对舞台机械设备实施各类控制及监视其实时状态。

### 音乐厅
音乐厅为惠州文化艺术中心的组成部分，设290个观众座位。

## 演出
截至2019年3月29日，惠州文化艺术中心已举办1328场演出活动，当中包括604场由保利剧院组织的自营演出及284场公益演出活动。此外，该中心亦举办或引入了若干种观演活动，包括：
- 市民开放日：于2009年起举办，公众可在该活动中体验该中心的各类舞台设施，以及观看演员排练过程及免费参加各种艺术体验活动。[28]
- 市民音乐会：于2010年底引入，并于2011年起开始举办。该项目为中国第一个公益演出品牌，每年举办6场演出，票价介于30-100元人民币之间。[29]
- 打开艺术之门：于2010年起逢暑假举办，为面向惠州市少年儿童的公益性艺术普及活动，旨在陶冶少年儿童的艺术情操。[28]

## 行经公共交通
轨道交通
- 广惠城际铁路云山站[30]

公交车
- 云山城轨站：L2、2、10、20、25、38、41、209快